# Heri Frade
Heriberto Frade Fernández (Pola de Lena, Lena, Asturias, 12 de marzo de 1979), más conocido como Heri Frade, es un periodista radiofónico español especializado en deportes, y más concretamente en ciclismo. En la actualidad dirige y presenta las ediciones de lunes y viernes de Tiempo de Juego, además de todas las emisiones de ciclismo en la Cadena COPE.

## Carrera periodística
Heri Frade es licenciado en Periodismo por la Universidad Pontificia de Salamanca desde 2001. Formó parte de la redacción de deportes de la Cadena SER durante 10 años. Durante esa época, fue coordinador de Carrusel Deportivo, realizando la sección semanal Otras ligas otros deportes y los resultados de cada jornada de Segunda B y Tercera División hasta diciembre de 2009, donde dejó la coordinación del programa referente de la SER para pasar a presentar y dirigir junto con Aitor Gómez SER Deportivos Madrid de lunes a viernes entre las 15:30 y las 16:00. Además, fue inalámbrico en las grandes vueltas ciclistas, junto con Íñigo Markínez o Rubén Martín. También fue enviado especial a los Juegos Olímpicos de Pekín en 2008.
Tras la llegada a COPE del equipo de Paco González y Pepe Domingo Castaño en la temporada 2010/2011, Heri Frade se incorporó a COPE, como el referente en ciclismo de la emisora episcopal junto con Rubén Martín. Es el encargado de narrar las grandes vueltas ciclistas junto con Quique Iglesias, Óscar Pereiro, Samuel Sánchez, Juan Fernández y el mencionado Rubén Martín. Durante las temporadas 2010/2011 y 2011/2012 se encargó de dirigir y presentar la edición de sábado de Deportes Cope, entre las 14:30 y las 15:00 horas la primera temporada y entre las 15:00 y las 15:30 horas la segunda temporada. También es el inalámbrico del Getafe para Tiempo de Juego.
A partir de la temporada 2012/2013, Heri Frade toma más peso en la programación deportiva de COPE, especialmente por el año sabático de Juan Antonio Alcalá, y el paso de José Luis Corrochano a presentar los viernes El partido de las 12. Aunque la edición de Deportes Cope de los sábados desaparece, Heri Frade se encarga de dirigir y presentar la edición de mediodía de Deportes Cope en La Tarde los lunes y viernes, además de cuando se ausenta José Luis Corrochano. Además, y con la división de horarios en la Liga BBVA de esta temporada, Heri Frade se empezó encargando de dirigir una edición de Tiempo de Juego los lunes y los viernes por cope.es y la aplicación de Tiempo de Juego, y a partir de la 2016/17 la sesión matinal de sábados y domingos que cubre los partidos de fútbol de las 13h y 12h respectivamente. Así mismo, continúa al frente de las emisiones de ciclismo y realizando, durante la última semana del año, la ya tradicional y esperadísima sección de "Gazapos radiofónicos" de la temporada en El Partidazo de COPE.